# Alexander Spengler

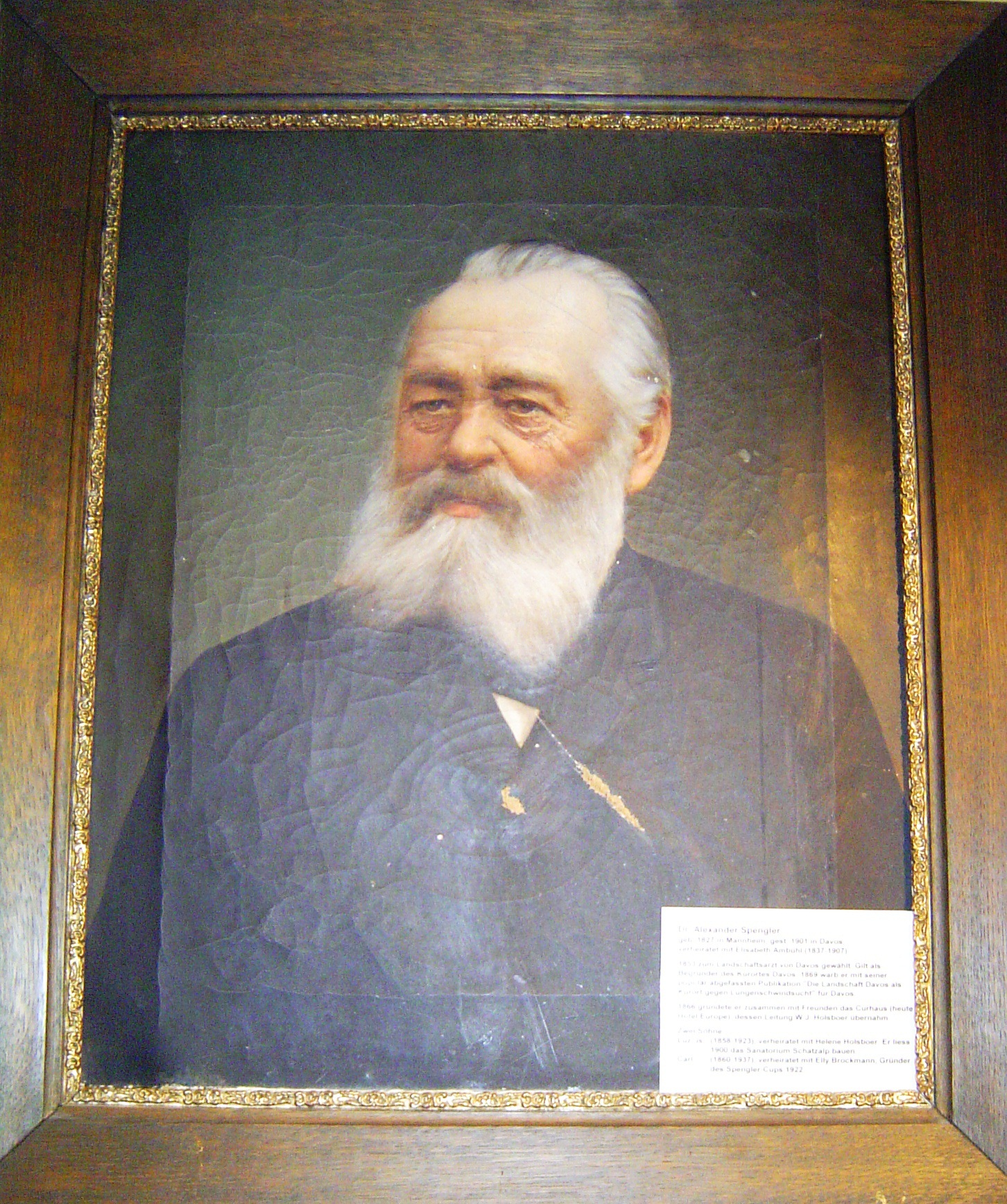
Alexander Spengler

Alexander Spengler (Mannheim, 20 maart 1827 - Davos, 1 november 1901) was een Duitse arts die in Davos het eerste kuuroord voor tbc-lijders stichtte.
De jonge Spengler, die in 1847 het Corps Suevia Heidelberg bijtrad, raakte in het revolutiejaar 1848 betrokken bij de opstand in het Groothertogdom Baden. Na het neerslaan daarvan moest hij naar Zwitserland vluchten. Toen hij in 1853 afstudeerde, vestigde hij zich als plattelandsarts in Davos waar hij, om te kunnen trouwen met de dochter van de plaatselijke banketbakker, de Zwitserse nationaliteit aannam. 
Hij richtte in Davos het eerste Davoser kuuroord op. Hij raakte daar bevriend met de Nederlandse ondernemer Willem Jan Holsboer.
Hij was de vader van Carl en Lucius Spengler, beiden bekende longartsen uit Davos. Zijn zoon Carl was een enthousiast sporter en nam het initiatief voor de Spengler Cup. Op de overdekte ijshockeyhal van Davos wordt jaarlijks door de HC Davos het internationale toernooi om de Spengler Cup organiseert. 

## Externe link

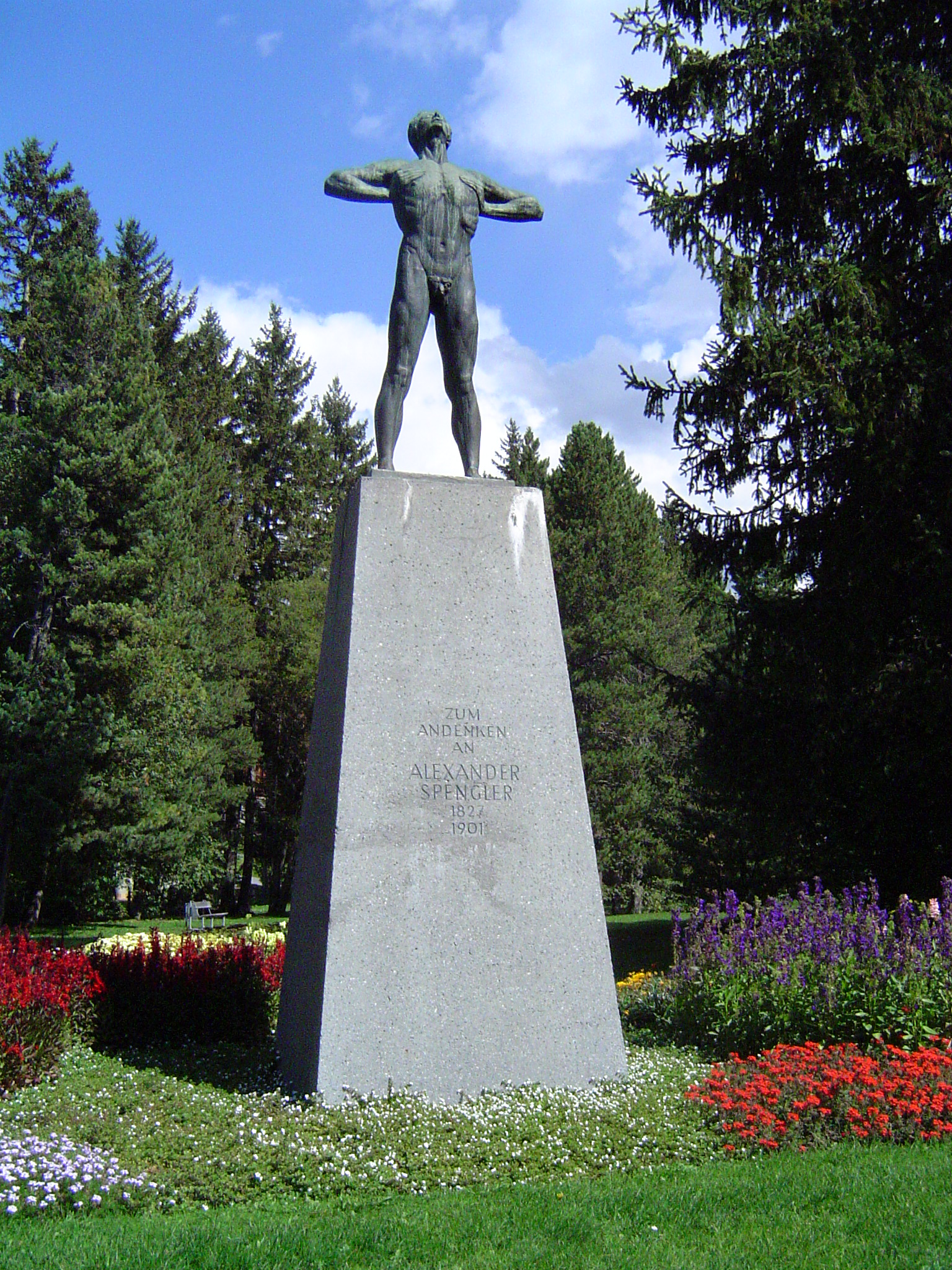
Davos, standbeel Alexander Spengler

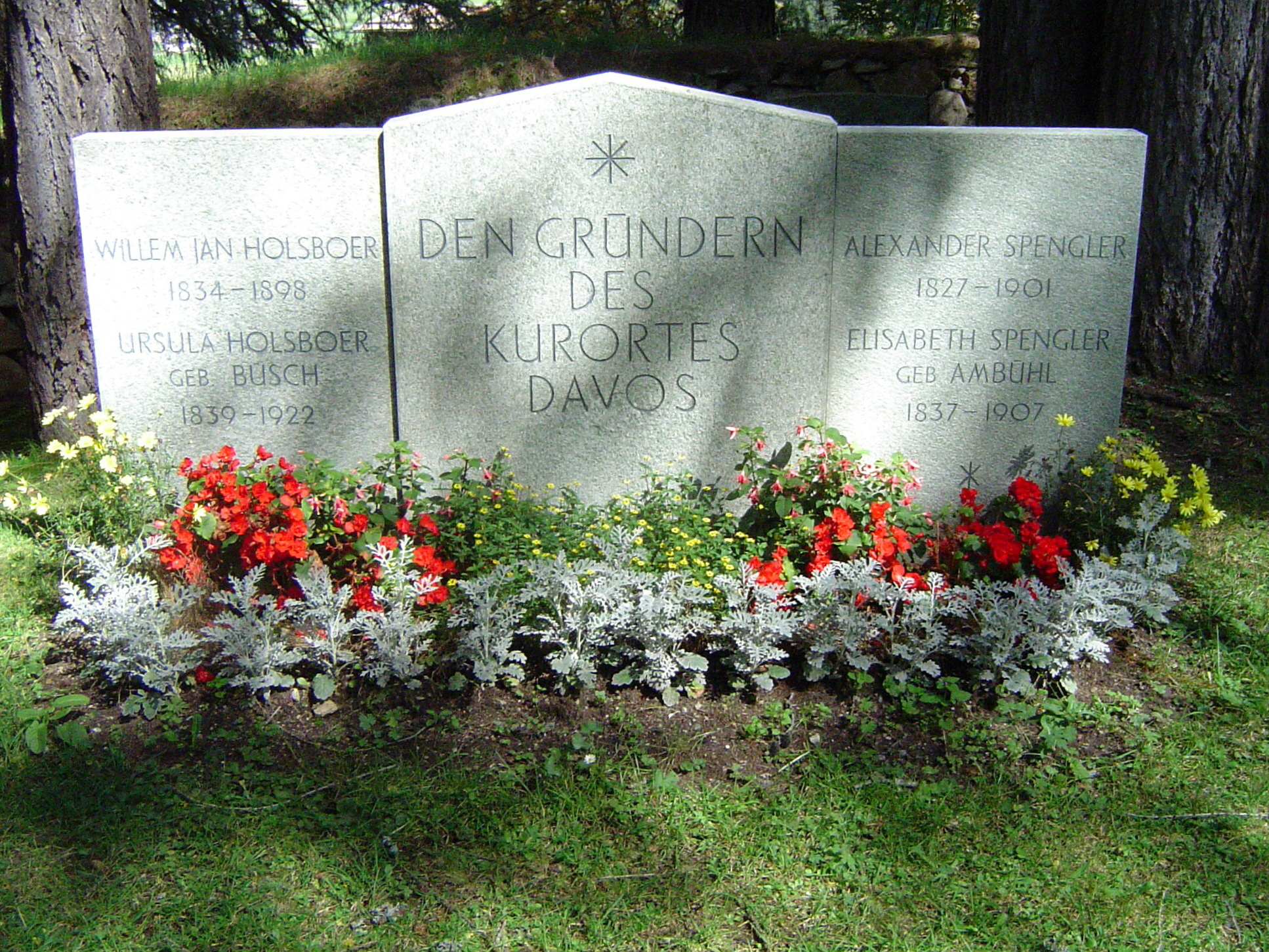
Davos, Graf Willem Jan Holsboer en Alexander Spengler